# Guerra da Sucessão Portuguesa
A Guerra da Sucessão Portuguesa foi travada de 1580 a 1583 durante a disputa do trono português entre Felipe II e António de Portugal, Prior do Crato, na sequência da Crise de sucessão de 1580. Foi vencida por Felipe II, iniciando a União Ibérica sob a dinastia Filipina (ou Habsburgo) em Portugal.
Em 24 de julho de 1580, D. António proclamou-se como Rei de Portugal e dos Algarves, em Santarém, no que foi seguido por aclamação popular em vários locais do país. No entanto, governou em Portugal Continental por apenas 33 dias, terminando com a derrota da sua força liderada por Diogo de Meneses na Batalha de Alcântara face aos exércitos espanhóis liderados pelo duque de Alba, Fernando Álvarez de Toledo em 25 de agosto. A batalha terminou com uma vitória decisiva dos Habsburgos, tanto em terra como no mar. Dois dias depois, o duque de Alba capturou Lisboa.
No início de 1581, D. António fugiu para a França em busca de apoio e, como os exércitos de Filipe ainda não tinham ocupado os Açores, aí se estabeleceu com um número de aventureiros franceses sob comando de Filippo Strozzi, um exilado florentino que deixou o cargo de coronel do exército ao serviço da França. As razões desta demissão prendem-se com a necessidade de evitar o envolvimento oficial da França na contenda luso-castelhana, já que Catarina de Médici pretendia seguir uma política de duplicidade que ao mesmo tempo que mantinha a paz entre a França e Castela, tentava minar o poderio castelhano.
Assim, foi como privado, oficialmente como mercenário, embora com a bênção da rainha-mãe de França, que Fillipo Strozzi partiu em Junho de 1582 à frente de uma força luso-francesa, embora com participação minoritária portuguesa, em socorro do partido antonino acantonado na Terceira. As forças portuguesas eram comandadas por D. Francisco de Portugal, o 3.º conde de Vimioso.
A 25 de Julho de 1581, na ilha Terceira as forças leais a D. António venceram a Batalha da Salga. Mas um ano depois foi completamente derrotado no mar por uma armada Luso-Espanhola comandada por D. Álvaro de Bazán, na Batalha Naval de Vila Franca no dia 26 de julho de 1582. A 27 de Julho de 1583 no Desembarque da Baía das Mós a força luso-castelhana pôs termo à resistência da Terceira ao domínio de Filipe II de Castela.
António dedicou toda a sua vida a tentar recuperar o trono. Tentou ainda o desembarque numa expedição de Inglesa, a Contra armada inglesa sob o comando de Sir Francis Drake e Sir John Norreys, às costas de Espanha e Portugal, mas a expedição falhou e a tentativa António para governar Portugal a partir de Ilha Terceira, nos Açores (onde chegou a cunhar moeda) chegou ao fim em 1583.